# Quintín Paredes
Quintín Paredes (9 de setembre de 1884 - 30 de gener de 1973, fou un advocat, polític i estadista filipí.
Va néixer a Bangued, Abra, Filipines.

## Educació i Carrera
Va estudiar primària en una escola que havia creat el seu pare. També va estudiar al Colegio seminario de Vigan i al Colegio de San Juan de Letran. Va estudiar dret a la Escuela de leyes, on es va llicenciar en Art i Dret. Quan va acabar la carrera, treballà pel seu compte a Manila d'advocat.

## Servei al Govern
Entre 1917 i 1918 fou Notari General de les Filipines. Del 1920 al 1921 fou Secretari de Justícia. També fou part d'una missió parlamentària als Estats Units el 1919.

## Carrera política
Fou elegit per la Cambra de Representants de les Filipines, representant el Districte Lone d'Abra el 1925, 1928, 1931 i 1934. El 1935 fou elegit com a membre de l'Assemblea Filipina, però ho deixà per servir com Comissionat pels Residents Filipins.
Sota la Llei Tydings-McDuffie, que creà el Govern de la Commonwealt de les Filipines, Paredes va esdevenir el primer Commissionat Resident, del 1936 al 1938.
El 1938 va tornar a ser elegit per l'Assemblea Filipina. També fou elegit com membre del Senat Filipí del 1941 al 1945, que fou trencat per l'ocupació japonesa de les Filipines durant la Segona Guerra Mundial.
Després de la Segona Guerra Mundial, Paredes tornà a la seva vella posició com a representant d'Abra a la Casa de Representants de les Filipines. Hi fou del 1946 al 1949.

### Senat Filipí
A les eleccions de les Filipines del 1949, Paredes fou candidat del Partit Liberal pel Senat. El 1952 fou elegit President del Senat Filií. El 1955 fou reelegit com a Senador. Es retirà de la política el 1963. Deu anys més tard va morir a Manila.

## Altres ocupacions
- Degà de l'Escuela de Derecho de Manila. De 1913 a 1917.
- President del banc General Bank&Trust Co, de 1963 a 1969.